# 에스카야어

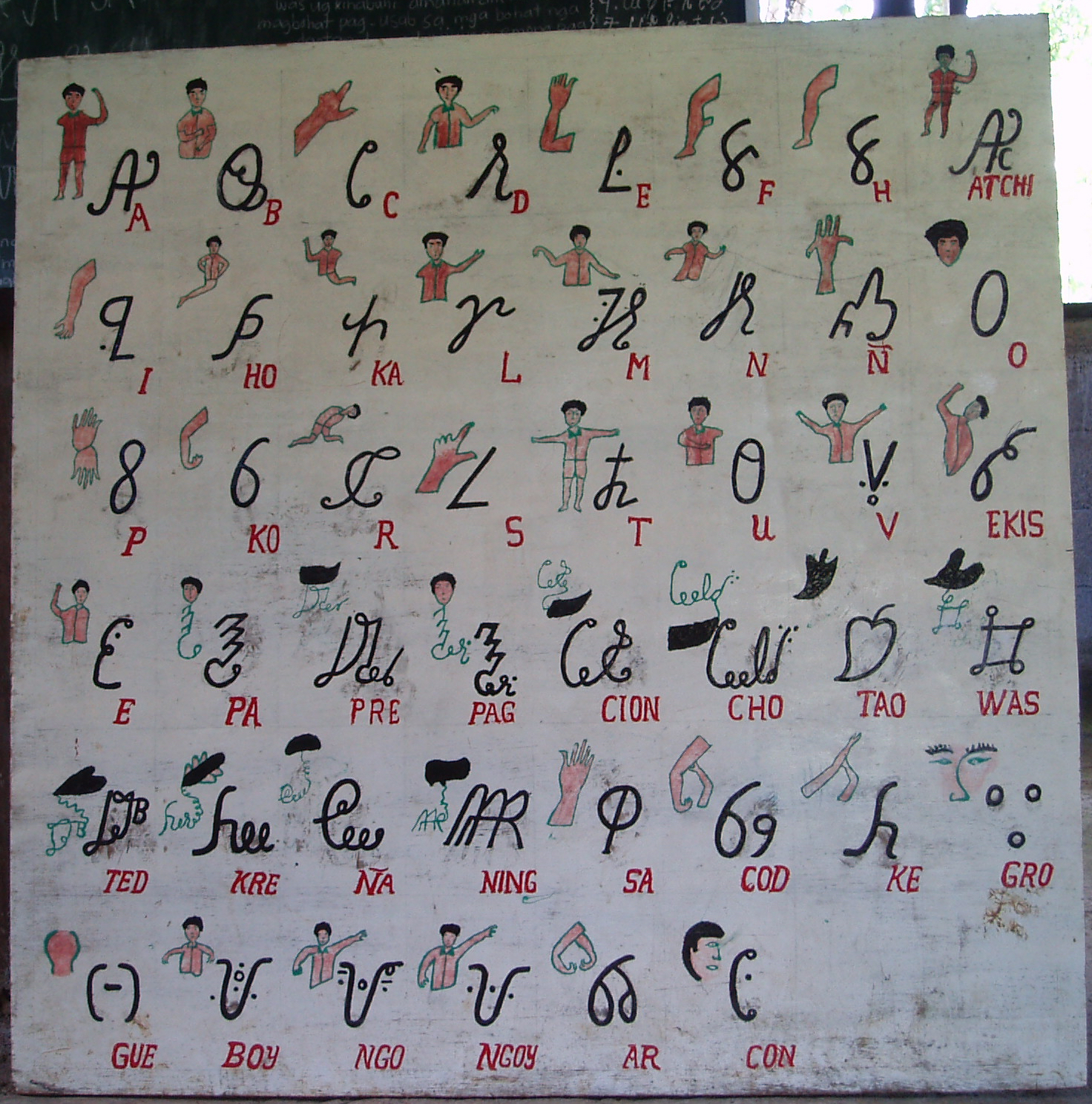

에스카야어(Eskayan)는 필리핀 보홀섬(이며 동시에 주)의 문화적 소수자인 에스카야인의 언어이다. 에스카야어에 대한 정보는 잘 알려져 있지 않으며, 1980년대 이후에 필리핀 미디어를 통해 간간히 알려진 정도이다. 에스카야어는 모어 화자가 없는 언어이나, 보홀 주 남동부에 있는 언어학교에서 이 언어를 가르치는 자원봉사자들이 있다. 에스카야어는 1000개가 넘는 독특한 아부기다형 문자로 쓰여지는데, 이것은 사람의 몸을 본뜬 글자라고 한다. 또한 에스카야어는 보홀섬의 주 언어인 비사야어 계통과 언어 구조는 비슷하면서도 어휘에서 매우 이질적인 특성을 보인다. 오늘날 남아 있는 가장 이른 시기의 에스카야어는 1908년의 것이다.